# Pyrinia parata
Pyrinia parata là một loài bướm đêm trong họ Geometridae.